# Бострём, Аннемари
Аннемари Бострём (нем. Annemarie Bostroem; 24 мая 1922, Лейпциг, Веймарская республика — 9 сентября 2015, Берлин, Германия) — немецкая поэтесса-лирик, драматург и переводчица.

## Биография
Родилась в семье врачей. Училась в Мюнхене и Кёнигсберге. Во время Второй мировой войны изучала немецкую филологию, литературу и театроведение в Лейпциге, Берлине и Вене, после чего работала в издательстве. В 1944 году была призвана на военную службу в Берлине. С 1944 года жила в Пренцлауэр-Берге (Берлин).
После войны стала сотрудником по продажам строительной компании, позже — литературным помощником в отделе поэзии Академии художеств ГДР. С 1956 года занималась внештатной литературной деятельностью в Восточном Берлине.
Муж Аннемари Бострём — писатель и издатель Фридрих Эйзенлор.
Похоронена рядом с мужем на Доротеенштадтском кладбище.

## Творчество

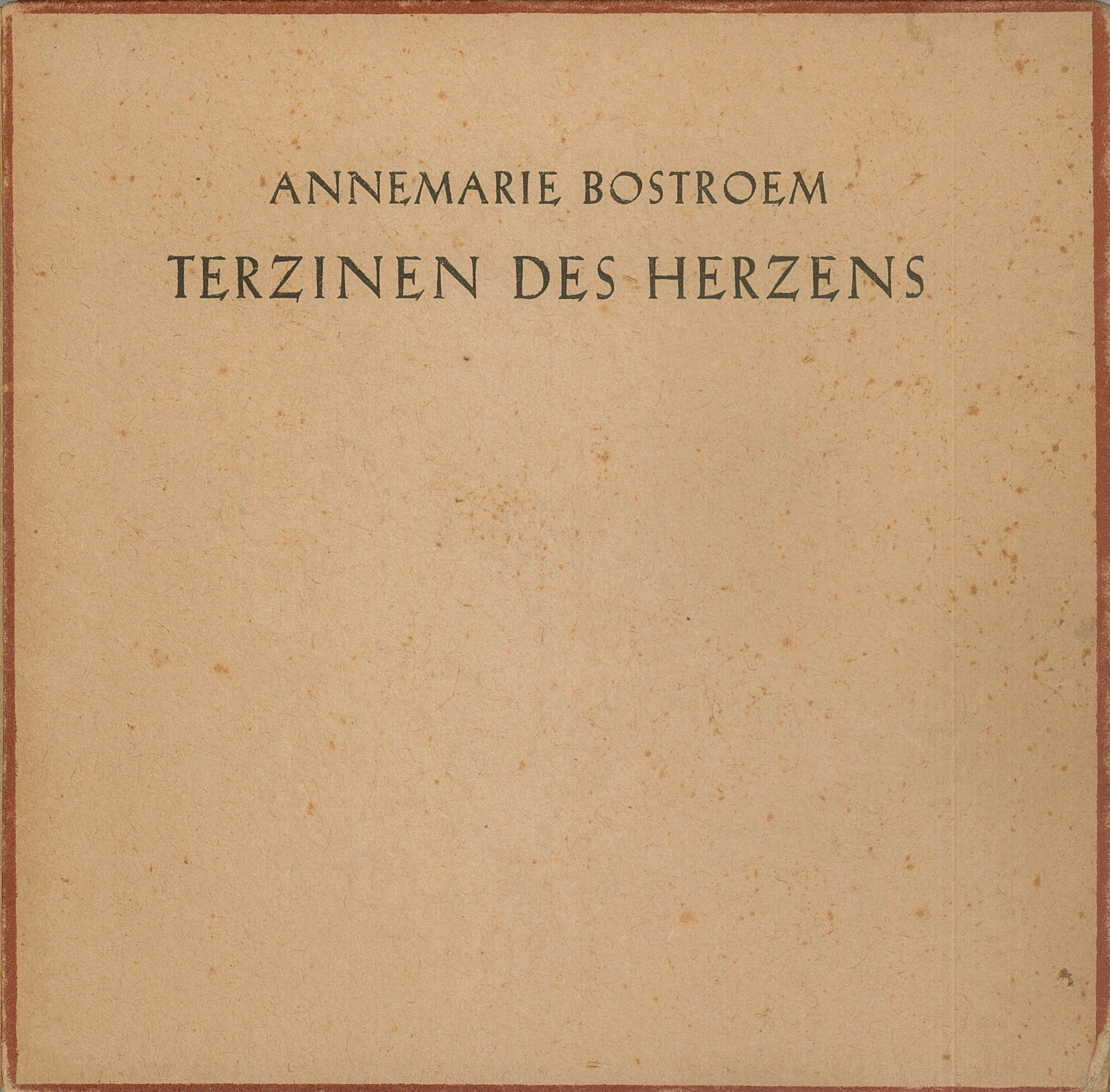
Обложка сборника стихов «Terzinen des Herzens» (1947)

С молодости писала стихи и пьесы. Дебютировала, как поэтесса в 1946 году, публикуя стихи в газетах и журналах.
Особую популярность приобрела, благодаря своим подстрочным переводам поэзии. Автор 95 переведенных сборников и отдельных стихов (около 100 000 стихотворных строк).
Литературный успех принёс Аннемари Бострём сборник лирических стихов, собранных под названием «Terzinen des Herzens» (1947).
Подвергалась критике чиновников от культуры Восточной Германии за «слишком личный подход» и пристрастия к «новой зарубежной общественно-политической жизни», идеологические «ошибки». Произведения поэтессы подвергались цензуре до 1975 года. Тем не менее, её книги пользовались популярностью, в ГДР они вышли тиражом около 100 000 экземпляров.
В своих произведениях, написанных классическим размером и строгой рифмой, поэтесса воссоздает с большой художественной силой сокровенность чувств и духовного состояния влюблённой женщины.
Аннемари Бострём является автором успешной пьесы «Цепь падает» (1948), поставленная на театральной сцене в Хемнице. Образы героев её пьес, их язык и выразительные средства перекликаются с экспрессионистской драмой.
В 1990 году А. Бострём опубликовала юмористическую книгу «Борода императора. 99 кроссвордов в нотной записи».
Автор трогательно-проницательных переводов из английской, русской (Стихи Сергея Есенина) и поэзии других стран.

## Избранная библиография
- Terzinen des Herzens, Gedichte, 1947, 1951 — 86, 1999
- Die Kette fällt, Schauspiel in 7 Bildern, 1948
- 99 Kreuzworträtsel-Limericks, 1990
- Terzinen des Herzens — Gedichte und Nachdichtungen, 1986
- Lieder nach Gedichten von Annemarie Bostroem. Fünf Lieder für hohe Stimme von Ulrich Vogel, 1998
- Gedichte und Nachdichtungen, in Anthologien im In- und Ausland.

## Награды
- литературная премия Tägliche Rundschau (1946)
- премия Немецкого Шиллеровского фонда (Deutsche Schillerstiftung), Веймар.